# Oreocereus
Oreocereus Riccob. è un genere di piante succulente della famiglia delle Cactacee, originario del Perù, della Bolivia e dell'Argentina.
Il nome del genere deriva dal greco "òros" (montagna).

## Descrizione
Hanno forma colonnare e nel loro habitat originario possono raggiungere un metro di altezza; possono ramificare alla base e il fusto è coperto di peli e setole bianche dai quali spuntano delle spine colorate.

## Tassonomia
Il genere comprende le seguenti specie:
- Oreocereus celsianus  (Lem. ex Salm-Dyck) Riccob.
- Oreocereus doelzianus  (Backeb.) Borg
- Oreocereus hempelianus  (Gürke) D.R. Hunt
- Oreocereus leucotrichus (Phil.) Wagenkn.
- Oreocereus pseudofossulatus D.R.Hunt
- Oreocereus ritteri Cullman
- Oreocereus tacnaensis F. Ritter
- Oreocereus trollii Kupper

## Coltivazione
Il terreno che richiede questo genere di pianta è poroso composto da terra concimata e sabbia molto grossolana, le annaffiature dovranno essere regolari da aprile a settembre e completamente sospese durante l'inverno. La posizione ottimale è di pieno sole, nel periodo invernale sopportano una temperatura fino a 4 °C possono comunque resistere anche al gelo per brevi periodi.
La riproduzione avviene per seme i quali andranno depositati su un letto di sabbia umida e conservati ad una temperatura di 21 °C e, qualora le piante producano dei getti o polloni ai lati del fusto, per talea la quale andrà interrata dopo aver fatto asciugare bene la parte tagliata; la riproduzione per talea va eseguita nel periodo estivo.